# مالكوم براون (صحفي)
مالكوم براون (بالإنجليزية: Malcolm Brown)‏ هو صحفي أسترالي، ولد في 29 مايو 1947.